# Donald Prothero
Donald Ross Prothero (Glendale (California), 21 febbraio 1954) è un geologo e paleontologo statunitense.

## Biografia
Appassionatosi ai dinosauri fin da ragazzo, Prothero ha studiato inizialmente all'Università della California - Riverside, dove ha conseguito il Bachelor of Science in geologia e in biologia nel 1976. Ha poi continuato i suoi studi alla Columbia University, dove ha conseguito il Master of arts in geologia nel 1978. Fra il 1979 e il 1981 ha insegnato a tempo parziale geologia al Vassar College. Nel 1982 ha conseguito il Ph.D in scienze geologiche alla Columbia University. Dopo il dottorato, ha insegnato al Knox College dal 1982 al 1985. In seguito alla soppressione della sua cattedra al Knox College, si è trasferito nel 1985 all'Occidental College in qualità di professore assistente. Nel 1991 è stato nominato professore associato e nel 2001 è diventato professore ordinario di geologia all'Occidental College. Dal 1986 ha lavorato anche al California Institute of Technology (Calthech), prima come ricercatore associato e successivamente come professore di geobiologia, attività che ha svolto contemporaneamente all'insegnamento all'Occidental College. Dopo il suo pensionamento, Prothero è stato nominato professore aggiunto alla California State Politechnic University, Pomona e ricercatore aggiunto del Museo di storia naturale della contea di Los Angeles.
Prothero è membro della Geological Society of America, della Paleontological Society e della Linnean Society of London. Ha fatto parte dei comitati editoriali delle riviste Geology, Paleobiology e Journal of Paleontology. È autore o coautore di più di 40 libri e di più di 300 articoli scientifici. È apparso inoltre in numerosi documentari televisivi.

## Attività scientifica
Prothero si è occupato di ricerche sull'evoluzione dei mammiferi fossili (soprattutto rinoceronti, cammelli e cavalli) e sull'utilizzo del paleomagnetismo per studi sulla magnetostratigrafia. I suoi studi sui cambiamenti climatici e faunistici durante la transizione fra l'Eocene e l'Oligocene sono stati citati da Stephen Jay Gould a sostegno della teoria degli equilibri punteggiati.
Prothero si è impegnato anche contro la pseudoscienza, contestando il creazionismo e la criptozoologia. Nel suo libro sull'evoluzione intitolato Evolution: What the Fossils Say And Why It Matters, Prothero prende in esame anche gli argomenti dei creazionisti, concludendo che il creazionismo appartiene al campo del negazionismo e della pseudoscienza anziché avere un proprio dinamismo intellettuale. Sulla criptozoologia ha scritto insieme a Daniel Loxton il libro Abominable Science: The Origin of Yeti, Nessie, and Other Cryptids, in cui, dove aver preso in esame gli argomenti favorevoli e contrari all’esistenza di questi esseri, si conclude che per nessuno di essi è stata dimostrata l'esistenza. La criptozoologia è una pseudoscienza e una subcultura; mentre Loxton la ritiene innocua, per Prothero è invece pericolosa (anche se meno di altre pseudoscienze), perché alimenta l'ignoranza in campo scientifico.
Prothero ha affrontato anche il problema del riscaldamento globale che si sta verificando nella nostra epoca. Lo scienziato sostiene che ciò che sappiamo dei cambiamenti climatici del passato (da lui descritti nel volume Greenhouse of the Dinosaurs) e dei fenomeni che riscontriamo oggi come l'aumento della quantità di anidride carbonica nell'atmosfera, lo scioglimento delle calotte polari, l'innalzamento del livello del mare e lo scioglimento dei ghiacciai, portano a concludere che l'attuale fase del riscaldamento globale sia di origine antropica. In un articolo pubblicato su eSkeptics, Prothero esamina dettagliatamente gli argomenti dei negazionisti del cambiamento climatico, contesta tali argomenti e infine parla dei motivi per cui le persone negano il cambiamento climatico.